# آندره سیلوا (بازیکن فوتبال، زاده ۱۹۸۰)
آندره فریرا دا سیلوا (به پرتغالی: André Ferreira da Silva) هافبک اهل برزیل است که در شهر Tarumã و در تاریخ ۹ آوریل ۱۹۸۰ به دنیا آمده‌است.
آندره فریرا دا سیلوا در تیم‌های فوتبال Capavariano سابقهٔ حضور دارد.